# Barátok közt (12. évad)
A Barátok közt 12. évadát 2009. augusztus 31. és 2010. július 16. között vetítette az RTL Klub.

## Cselekmény
|  | Alább a cselekmény részletei következnek! |

### Berényi Miklós és a hozzá közel állók
Miklós kétségbeesetten igyekszik visszanyerni Nóra és Timike bizalmát, nem sok sikerrel: Attila folyton keresztbe tesz neki. Közben azon töri a fejét, hogyan szerezhetné mégis vissza a Berényi Kft.-t. Nóra ugyanis képtelen egyszerre a cég ügyeivel és Timikével is foglalkozni, ezért lemond az ügyvezetői posztról. Claudia természetesen azonnal bejelentkezik az utódlás kapcsán, de ezt Miklós igyekszik megakadályozni. Zsolttal és Valterral még mindig azon vannak, hogy tönkretegyék, s ennek érdekében Valter már Claudia hálószobájába is bejut. Ekkortól azonban már elkezd kétségek között vergődni, és kisebb hajlandóságot mutat az alattomoskodásra. Ezért Zsolték megzsarolják, de végül Valteron erőt vesz szerelme, és mindent bevall. Claudia mélységesen megbántódik, szakít Valterral.
Claudia, Miklós eszén túljárva, elad öt százalék tulajdonrészt Attilának, abban a reményben, hogy az ő szavazatával ő lehet az ügyvezető. Miklós, hogy kiüsse Attilát a nyeregből, bevallja, hogy korábban ő terjesztett hamis információkat a cégről, hogy Nóra képességei megkérdőjelezhetőek legyenek a cégvezetés terén. Részben célt ér: Nóra nagyot csalódik Attilában, de a két trónkövetelő hoppon marad: Nóra már nem akar lemondani, sőt, Andrást beveszi maga mellé. Miklós nem esik kétségbe, és tovább folytatja biztonsági cége építését.
Miklós a fejébe veszi, hogy Attila valami sötét dolgot rejteget a múltjából, és betör a lakásába. Talál egy iratot, ami arról szól, hogy Attila több millió forintot szerzett egy üzletben. Az is a fülébe jutott, hogy az üzlettel egy időben megbontották az apjuk sírját. Attila eközben levelet kapott, hogy áthelyezik a sírt, és ezen ő begurult. Miklós azt hitte, hogy Attila a megbontáskor az üzleti pénzt helyezte be a sírba, és azért gurult be, nehogy az exhumálók kezébe kerüljön a pénz. Ezért László segítségével éjszaka kiássa a sírt, és hazavisz egy ott talált dobozt annak a reményében, hogy abban pénz van. De kiderül, hogy Attila rég elhunyt húgának a hamvai vannak a dobozban. Attila erre rájön, megveri Miklóst, és egy urnába helyezi a hamvakat. Örök haragot fogad ellene. Mesterkedéseinek köszönhetően tönkreteszi újonnan indult biztonsági cégét, aminek következtében Miklós lecsúszik, és az alkoholizmusba menekül.
Időközben Attila és Claudia rájönnek, hogy Magdi anyus évekkel korábban intézett egy örökbefogadást a házból. Elkezdenek nyomozni utána, és hamarosan megtalálják Miklós balkézről született fiát, aki most Jenes Balázs névre hallgat, és bigottan vallásos nevelőszülei elől bujkálva az utcákat járja. Mivel nem akarják, hogy Miklós talpra álljon, ezért igyekeznek megszabadulni az időközben felbukkant fiútól, ám későn – Miklós találkozik vele. Rájön, hogy Attila és Claudia a nyomában vannak, és ezért igyekszik megkeresni a fiút és jóban lenni vele, mielőtt elmondaná neki őszintén viselt dolgait. Ám Attila megelőzi, és ezért Balázs megutálja Miklóst. A mentőangyal András lett, aki öccse kedvéért elérte Balázsnál, hogy költözzön be hozzájuk, ám csak egy feltétellel vállalja ezt el: ha Miklós nem avatkozik az életébe. Miklós megkísérel jó apa lenni, ám amikor látja, hogy Attila mekkora befolyással van Balázsra, úgy dönt, szerez egy kis pénzt. Egészen hajmeresztő módját választja ennek: kihozza Zsoltot a börtönből, hogy az általa rabolt vagyonból részesedjen. Ennek megvalósítása érdekében azonban saját élete kockáztatásával lebuktat egy veszélyes bűnözőt, akire Zsolt vallhat. Hogy a bizalmába férkőzzön, "felbérli", hogy ölje meg Attilát. A pénzből azonban nem lesz semmi, mert a rendőrség nyomozni kezd, és Zsolt a segítségéért cserébe ezt kéri feltételül. Attila azonban rettenetesen megharagszik Miklósra.

### Berényi András és a hozzá közel állók
András és Juli közelebb kerülnek egymáshoz, mint eddig bármikor, de kapcsolatukat beárnyékolja Dani állapotának súlyosbodása. Láthatólag nem gyógyul skizofréniájából, s elhatározza, hogy visszaszerzi egykori szerelmét, Tildát. A lány hosszas vívódás után hajlana is a dologra, de miután látja, hogy Dani tojástartókat rakott a falra (hogy mások ne hallják a gondolatait), s levágta Imit hármójuk közös fényképéről, úgy dönt, szól Andrásnak. Ő azonnal a pszichiáterhez fordul, aki megpróbál segíteni. Úgy találják, hogy úgy lesz a legjobb, ha Dani beköltözik egy speciális intézetbe, ahol megkaphat minden segítséget.
Miután Dani elköltözött, András és Juli úgy döntenek, adnak egy esélyt egymásnak, és összeköltöznek. Ám kapcsolatukat erősen próbára teszi a három gyerek. Máté örökké nyűgös, Vanda folyamatosan ármánykodik, Péter pedig a barátaival különféle csínyeket követ el. András szerencsére hamar belerázódik az újdonsült nevelőapa szerepébe. Ekkor azonban Péter egy újabb csínye után félreértés történik: Juli azt hiszi, hogy András már nem is találja szexuálisan vonzónak, ezért úgy dönt, hogy beöltözős szerepjátékkal dobja fel a nemi életüket. András is megpróbálja viszonozni hasonló módon a kedvességet, azonban csúnyán lebuknak mindketten. Hamarosan Dani és újdonsült barátnője, Fruzsina is betoppannak, mivel az intézetet bezárták. Fruzsina féltékenységi rohamában gyakran megsebesíti Danit, s mikor ez kiderül, megszöknek, és leutaznak a Balatonhoz, csak hogy ne okozzanak kellemetlenséget a családnak. Helyettük a frissen beköltöző Balázs, Miklós nevelt fia okoz bonyodalmakat, beilleszkedése ugyanis nehezen megy.
Vanda folyamatosan azért küzd, hogy felhívja magára Szabi figyelmét, de ő rá sem hederít – csak barátja szeretne lenni a lánynak. Az évad során folyamatosan kerülgetik egymást, míg végül egymásra találnak – amit a család, ismerve Szabi nőügyeit, nem néz jó szemmel.
Péter pedig nagyon közel kerül Lindához, ám ekkor választania kell: vagy a csínytevő barátai, vagy Linda. Végül egy baleset hatására az utóbbi mellett dönt, s bár meg kell dolgoznia érte, de végül elnyeri a lány kegyeit.

### Bartha Zsolt
Zsolt kihajítja Botondot a szálloda ablakából – aki így egyenest a medencébe repül. Odalent megfenyegeti, hogy soha többé ne lássa meg a lánya közelében, amivel Lindánál sem szerez jó pontot. Linda és Vanda között a kapcsolat végzetesen megromlik, amikor kiderül, hogy Vanda árulta el Zsoltnak, melyik szállodában vannak. Zsolt közben mindenáron megpróbálja visszaszerezni Zsófit, s ezért kénytelen végignézni lánya és Botond viszonyát. Párterápiára mennek Orsihoz, de Zsolt nem hajlandó megnyílni előtte sem. Közben Botond levelet kap Ernőtől, hogy menjen ki hozzá Kanadába egy fél évre. Mivel nem akarja itt hagyni Lindát, úgy dönt, megszökteti. Végül Botond a szökés során visszaküldi Lindát a családjához. Azonban hűen magához, már a reptéri buszon talál magának lányt Kanadába.
Linda azonban megtudja, hogy Zsolt el akarta tőle marni Botondot, és ezért bosszút esküszik. Kibékül Vandával, és mesterkedéseivel majdnem eléri, hogy Zsófi és Zsolt szakítsanak. Ám az igazság kiderül, de Zsolt mégsem hajlandó megbüntetni a lányát. Végre felfedi nagy titkát Zsófinak: gyermekkorában rajtakapta az anyját és az egyik tanárát iskola után – ekkor siklott ki az élete. A családban rendeződik az élet, de ekkor Zsófi megtudja, hogy Zsolt Miklóssal együtt tönkre akarta tenni Claudiát. Ezért a bocsánata feltételéül azt kéri, hogy Zsolt utaljon át egy nagyobb összeget Claudia egyik alapítványa számára. Az összeg meghaladja a teljesítőképességét, ezért egy uzsorástól kell kölcsönt felvennie. Mindennek ellenére megkéri Zsófi kezét, aki igent mond. A pénzhiány azonban aggasztja, ezért elhatározza, hogy kirabol egy gazdag öregurat, méghozzá Géza segítségével. Ő nem lenne benne a dolgokban, de Zsolt különféle fortélyokkal eléri, hogy mégis a cinkostársa legyen. Azonban Géza az utolsó pillanatban kiszáll, ezért Zsolt nélküle csinálja meg a betörést. Erre Szabi rájön, és megpróbálja megzsarolni Zsoltot, aki ezért csúnyán megleckézteti. A nagy pénzt lutrinyereménynek állítja be, amit mindenki el is hisz. Megkezdődhetnek hát az esküvői előkészületek, amelyeket beárnyékol egy balul sikerült leánybúcsú, Zsolt legénybúcsúja, valamint Zsófi szüleinek érkezése, akik egyfolytában marakodnak.
A rendőrségnek azonban már tudomása van a rablásról, és az esküvő után azon nyomban le is csapnak Zsoltra, és előzetesbe veszik. Vallomása során a rá nézve legkedvezőbb történetet mondja el ügyvédje tanácsára, ám így sem számíthat túl sok jóra. Amíg fogva tartják, Zsófi vezeti a háztartást Lindával. Hamarosan megjelenik a színen egy régi rossz ismerős, az uzsorás Soma, aki figyelmesen bánik Zsófival. Zsófi, bár figyelmeztetik, nem is gyanakszik a nyájas, meggyőző modor miatt, ám hamarosan kibukik az igazi természete. Zsófi Gézát kéri meg kétségbeesésében, hogy vigyázzon rájuk éjszaka, ám hirtelen fellángolásból szeretkeznek. Megpróbálják mindenki előtt titkolni, ám egy bűnjelet – egy taxizás közben keletkezett számlát – Géza Zsófi ágya alatt hagy.
Zsoltot Miklós hozza ki a börtönből, méghozzá úgy, hogy segít neki információkat szerezni egykori veszélyes bűnöző cellatársáról, s így vádalku keretében feltételesen szabadulhat. Cserébe csak a rablásból származó pénz egy részét kéri. Zsolt, hogy kiszabadulhasson, belemegy, ám ígéretét visszavonja, amikor Miklós is bajba kerül, és cserébe ő menti meg az irháját. A börtönből szabadulva rögtön szemet szúr neki, hogy megváltozott Zsófi és Géza viselkedése. Miután megtalálja a számlát, a házban lakó embereknél tájékozódik, hogy leleplezhesse őket. Zsófit nem akarja bántani, Gézát azonban alaposan helyben akarja hagyni.

### Kertész család
Géza teljesen összeomlik anyja halála miatt, még a várandós Kingával is megalázóan bánik, többek között megvádolja azzal, hogy hátha Pétertől van a gyerek. Szerencsére épp Péter fellépése miatt a helyzet tisztázódik köztük, de a terhesség ideje alatt Géza többször is, akaratán kívül megbántja Kingát. Tilda szintén teljesen összeomlik a gyászhír hallatán, s Dani az, aki megvigasztalja őt. Vili bácsit a rendőrök beviszik a fogdára, ahol halált okozó testi sértéssel vádolják meg a Magdi néni ruháján talált cipőtalp alapján. Végül Géza hosszas kutatás után megtalálja az alibit igazolni tudó postást. A családi béke azonban nem áll helyre: megérkezik Ildikó, akit Géza pénzéhesnek tart, ezért elmérgesedik köztük a viszony. Ildikó csak azt nézi, mennyi pénzt tud elemelni az örökségből, ezért mindenki fellélegzik, mikor a nagy kutakodást követően eltávozik némi megtakarított pénzzel.
Vili bácsi felmond a Rózsában, és helyette házmesterként vállal állást. Ám a Kertész család életét újabb tragédia árnyékolja be: Kingának méhen kívüli terhessége van, el kell vetetnie. Mikor Géza megtudja, hogy ez a korábbi abortusz miatt is lehetséges, megharagszik a feleségére, mindenki döbbenetére. Ezzel nagyon megbántja őt, s ezért leköltözik az apjához. Gézának hosszasan kell bizonygatnia szerelmét, hogy adjon egy új esélyt kapcsolatuknak. Nem szeretne újabb zűrös ügyekbe keveredni, de a szorult helyzetbe került Zsolt az ő anyagi helyzetére is rájátszva próbálja belerángatni őt egy kétes üzletbe, melyből végül bölcsen kimarad.
Vili bácsi, Kingáék unszolására, úgy dönt, hogy elmegy egy nyugdíjasklubba. Ott ismerkedik meg az életvidám Pirikével, aki mellett Vili bácsi valósággal megfiatalodik. Géza azonban nehezen viseli, hogy az apja, anyja halála után, rögtön ilyen kapcsolatokba kezd. Végül az öregek úgy döntenek, egy időre szüneteltetik a találkozgatást, mert Vili bácsi még mindig Magdi anyust szereti. De nem marad sokáig egyedül: Péterrel járnak horgászni, aki biztosan számíthat rá, ha tanácsot kell kérnie. Később Novák Lacival belekeverednek egy versenyló-ügyletbe. A Magdi anyustól örökölt biztosítási pénzt a lóba fekteti és nem adja oda Gézáéknak, abban bízva, hogy visszanyerik az árát. Ám egy csaló hamis lovat ad el nekik, s hoppon maradnak. Vili bácsi ezután nem hajlandó szóba állni Lacival. Megismerkedik azonban Gizellával, Linda anyjával, akit többször is reggelizni hív. Bár Magdi anyus helyét senki nem foglalhatja el a szívében, Vili bácsinak mégis megjelenik a "szelleme", aki biztosítja arról, hogy nyugodtan élvezze az életet.
Közben Gézáéknak nagyon kellene egy kis pénz. Mikor Kinga látja, hogy férje mennyire nehezen viseli, hogy már a Rózsában sem tudja kifizetni a tartozásait, úgy dönt, hogy elfogadja egy milliomos üzletember ajánlatát, és tízmillió forintért vele tölt egy éjszakát. Bár végül mégsem teszi meg, Géza mégis úgy hiszi, hogy történt valami, és ezért nem hajlandó egy levegőt szívni Kingával. Helyette Zsófinál éjszakázik, aki retteg Soma visszatérésétől. Miután Zsolt ismerőseivel együtt eltüntetik Somát a környékről, egy gyenge pillanatukban Géza és Zsófi egymás karjaiban találják magukat. Bár mindketten szégyellik, s az egészről csak Imi tud rajtuk kívül, állandóan azon idegeskednek, hogy lelepleződnek. Géza rájön, hogy mekkora hibát követett el, és hogy Kingához milyen rossz volt. Zsófi pedig nem akarja, hogy frissiben helyreállt házassága tönkremenjen.

### Novák család
Nikolett és Kamilla viszonya látszólag rendeződik, de kiderül, hogy mindez csak álca: Kamilla érzelmi zsarolást alkalmaz, Imit pedig, aki megakadályozná ezt, ki nem állhatja. Interneten keresztül megismerkedik egy lánnyal, akiről azonban a személyes találkozáskor kiderül, hogy valójában egy pedofil. Szerencsére Imi és Nikolett időben rájönnek erre, és megmentik a gonosztevő karmaiból. Kamilla ettől kezdve mintagyerekként viselkedik. Nikolett azonban továbbra is furán viselkedik, és sok huzavona után végül megvallja, hogy drogfüggő. Imi és a Novák család kérésére szigorú elvonóterápiára kerül. Míg elvan, Bandika és Kamilla összebarátkoznak. Visszatérése után az élet visszatér a megszokott kerékvágásba.
Novákékhoz új lakó érkezik: a nyíregyházi Szabolcs, aki Orsolya unokaöccse. Egyenessége miatt hamar összerúgja Lacival a port, aki megpróbálja őt eltüntetni a házból, s ezért megpróbálja összehozni Vandával. Azonban Laci terve kútba esik, de Szabi így is fontolgatja az elköltözést. Végül itt is helyreáll a békesség – leszámítva, hogy Vanda még mindig szerelmes Szabiba. Közben felköltözik Orsolya nővére, Tünde is Pestre, aki meglehetősen szorult anyagi helyzetben van. A két testvér közt nem épp felhőtlen a viszony, de hamar megoldódik minden gond. Szabi még ittmarad, hogy egy kis pénzt kereshessen, ám amikor kettesben marad egy nővel a Rózsa irodájában, letagadja, és úgy állítja be, mintha Zsolt vitte volna be a nőt. Az esküvő előtt ez nagyon kínosan jön ki, ezért Zsolt kirúgja Szabit, ám kénytelen visszavenni, amikor rájön, hogy sok mindent tudhat a titkos betöréses tervéről. Szabi felbátorodik és zsarolásba kezd, de Zsolt megmutatja, ki a nagyfőnök. Ezért Szabi ismét azt fontolgatja, hogy elköltözik – a helyzetet azonban megváltoztatja, hogy Zsoltot letartóztatják. Így marad a Rózsában, és Zsolt visszatérésekor is hajlandó ottmaradni. Közben összejönnek Vandával is, akivel kisebb-nagyobb nehézségekkel, de megvannak.
Laci egy újságban olvas egy versenylóról, s arról ábrándozik, hogy megveszi, és milliókat nyer vele. Megosztja tervét Vili bácsival, aki beszáll az üzletbe. A pénz ráeső részét furfanggal szerzi meg: escort-szolgálathoz jelentkezik, pénzért nőket kísérgetne, de szigorúan szex nélkül. Miután ez nem vált be, egyedülálló nőktől csal ki pénzt különböző trükkökkel. Mikor végre megvehetik a lovat, kiderül, hogy átverés az egész. Vili bácsi megharagszik, a lovat töredékáron adják el, ráadásul a becsapottak követelik vissza a pénzüket. Laci vissza is adja, ám mivel nincs miből, ezért az uzsorás Somától kér kölcsönt. Ezt tudja meg Orsolya, s ennek hatására Laci mindent kénytelen bevallani. Orsolya elkeseredik, és kidobja a lakásból Lacit, aki Mikihez költözik. Helyére Márk, a Rózsa új szakácsa költözik be, aki Orsolya régi páciense volt. Márk életvidám, energikus, és jól tud főzni – Laci joggal féltékeny rá. Mindenáron vissza akarja szerezni a feleségét, aki azonban el akar tőle válni, s már ki is szemelte magának Márkot. Ő viszont nem akar tőle semmit, hanem Nikolettre pályázik.
Nikolett és Imre párkapcsolata válságos pontra kerül, amikor egy romantikus este közben Imre elmegy a könyvtárba, egy könyv miatt. Ekkor a bánatos Nikolett átmegy Szabihoz vacsorázni, akivel csókolózni kezdenek, mikor is Orsolya benyit a lakásba. Nikolett hűtlensége Imre fülébe jut, aki nehéz döntésre szánja el magát: szakít vele. A lépést nehezen viselik mindketten, de hamar túlesnek rajta. Imre Vili bácsihoz költözik, s később mindenkinek megbocsát mindent.

## Az évad legvége, függőben maradt kérdések
- Szabihoz váratlanul látogatóba érkezik Bea, a volt barátnője. Vanda féltékeny, de amikor meghallja, hogy a lány Szabi menyasszonya is volt, merész lépésre szánja el magát: azt hazudja Szabinak, hogy terhes, és ezzel magához láncolja.
- Attila pert indít Miklós ellen, és eléri, hogy hagyja ki Timike balett-előadását. Miklós azonban, egy váratlan ötlettől vezérelve, úgy dönt, hogy „elrabolja” saját kislányát még az előadás kezdete előtt.
- Zsófi végül mégis elmondja Zsoltnak, hogy megcsalta. Zsolt beszerez egy pisztolyt (amelyet Linda meg is talál), majd takarítás ürügyén kicsalja Gézát a folyópartra. Ott aztán nekiszegezi a fegyvert.

## Az évad szereplői
- Balassa Imre (Kinizsi Ottó)
- Bartha Zsolt (Rékasi Károly)
- Berényi András (R. Kárpáti Péter)
- Berényi Attila (Domokos László)
- Berényi Bandi (Bereczki Gergő) (2009. szeptember–2010. június)
- Berényi Claudia (Ábrahám Edit)
- Berényi Miklós (Szőke Zoltán)
- Bokros Linda (Opitz Petra) (2009. augusztus–december), (Szabó Kitti) (2010. január–július)
- Dr. Balogh Nóra (Varga Izabella)
- Dr. Ferenczy Orsolya (Lóránt Kriszta)
- Fekete Szabolcs (Bozsek Márk) (2009. szeptember–2010. július)
- Fekete Tünde (Simorjay Emese) (2009. december)
- Holman Valter (Kárpáti Levente) (2009. augusztus–november)
- Illés Júlia (Mérai Katalin)
- Illés Péter (Barna Zsombor)
- Illés Vanda (Kardos Eszter)
- Jenes Balázs (Aradi Balázs) (2010. február–július)
- Kertész Botond (Hári Richárd) (2009. augusztus–október)
- Kertész Géza (Németh Kristóf, Karalyos Gábor)
- Kertész Vilmos (Várkonyi András)
- Nádor Kinga (Balogh Edina)
- Novák László (Tihanyi-Tóth Csaba)
- Szentmihályi Zsófia (Lékai-Kiss Ramóna)
- Weidner Kamilla (Vörös Kinga)
- Weidner Nikolett (Kakasy Dóra)

###### További szereplők
- Bencsik Márk (Babicsek Bernát) (2010. május–július
- Berényi Dániel (Váradi Zsolt) (2009. szeptember–november, 2010. március–május)
- Berényi Zsuzsa (Csomor Csilla) (2009. szeptember–október)
- Bokros Gizella (Gyebnár Csekka) (2009. december–2010. július)
- Kerekes Fruzsina (Lupaneszku Vivien) (2009. november, 2010. március–május)
- Kisfalussy Róbert (Trokán Péter) (2010. május)
- Mátyás Ildikó (Janza Kata) (2009. szeptember)
- Mátyás Tilda (Szabó Erika) (2009. augusztus–október)
- Nádor Frigyes (Pálfi Zoltán) (2009. november)
- Szentmihályi Gábor (Forgács Péter) (2010. február–március)
- Szentmihályi Szilvia (Hullan Zsuzsa) (2010. február–március)
- Takács Sarolta (Kökényessy Ági) (2009. december–2010. január)